# Freddie Phillips
Pour les articles homonymes, voir Phillips.
Freddie Phillips est un compositeur britannique mort le 4 octobre 2003 à Ewell (Royaume-Uni).

## Filmographie
- 1953 : The Magic Horse
- 1954 : Thumbelina
- 1954 : The Three Wishes
- 1954 : Snow White and Rose Red
- 1954 : The Grasshopper and the Ant
- 1954 : The Gallant Little Tailor
- 1954 : The Frog Prince
- 1954 : Aladdin and the Magic Lamp
- 1955 : Jack and the Beanstalk
- 1955 : Hansel and Gretel
- 1966 : Camberwick Green (série TV)
- 1967 : Trumpton (série TV)
- 1969 : Chigley (série TV)